# Stora Kroksjön (Skepplanda socken, Västergötland)
Stora Kroksjön är en sjö i Skepplanda och Kilanda socknar i Ale kommun i Västergötland och ingår i Göta älvs huvudavrinningsområde. Sjön är 20,6 meter djup, har en yta på 0,24 kvadratkilometer och befinner sig 119 meter över havet. Stora Kroksjön ligger i Kroksjöns naturreservat, ett Natura 2000-område i vildmarksområdet Risveden och skyddas av habitat- och fågeldirektivet.

## Delavrinningsområde

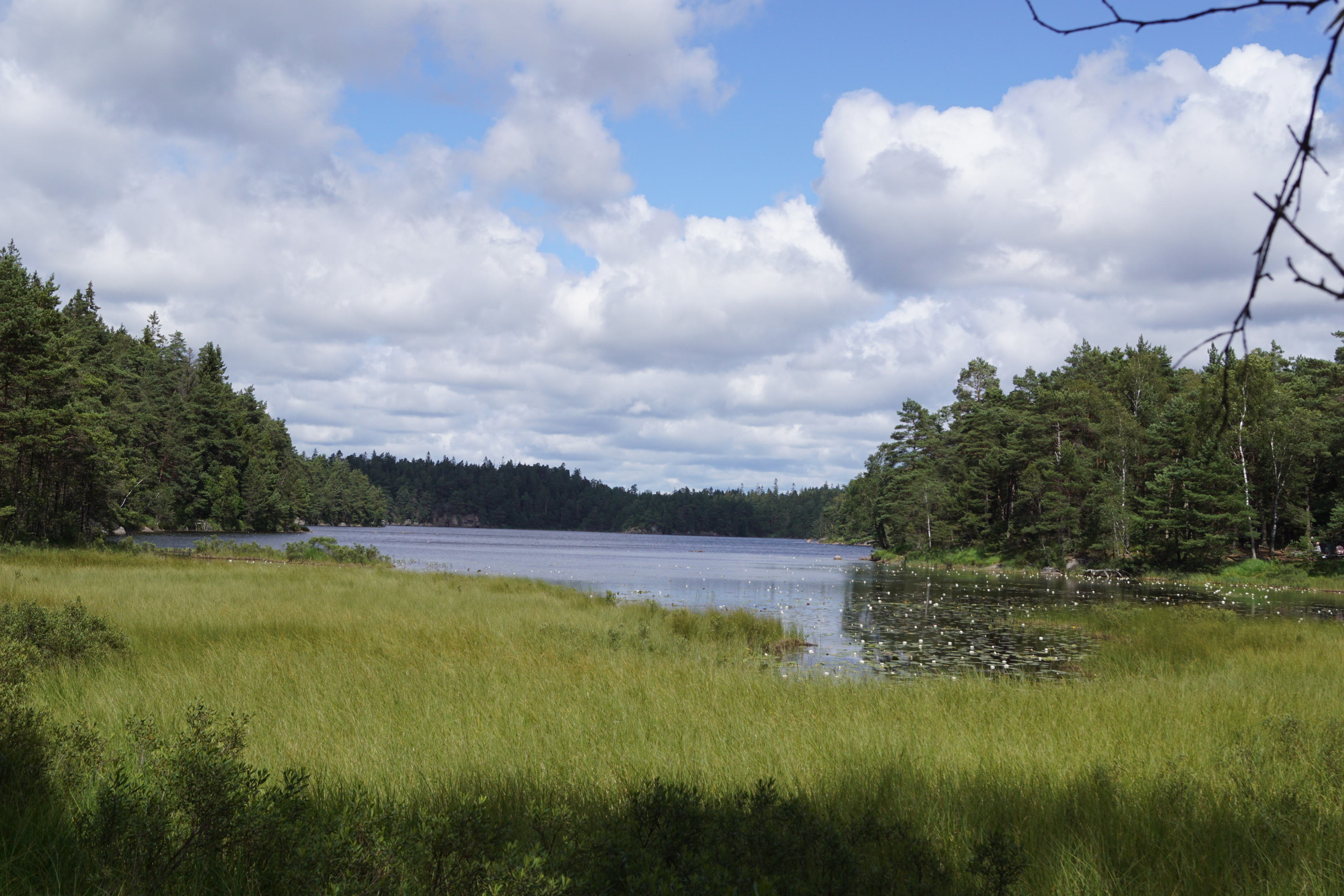
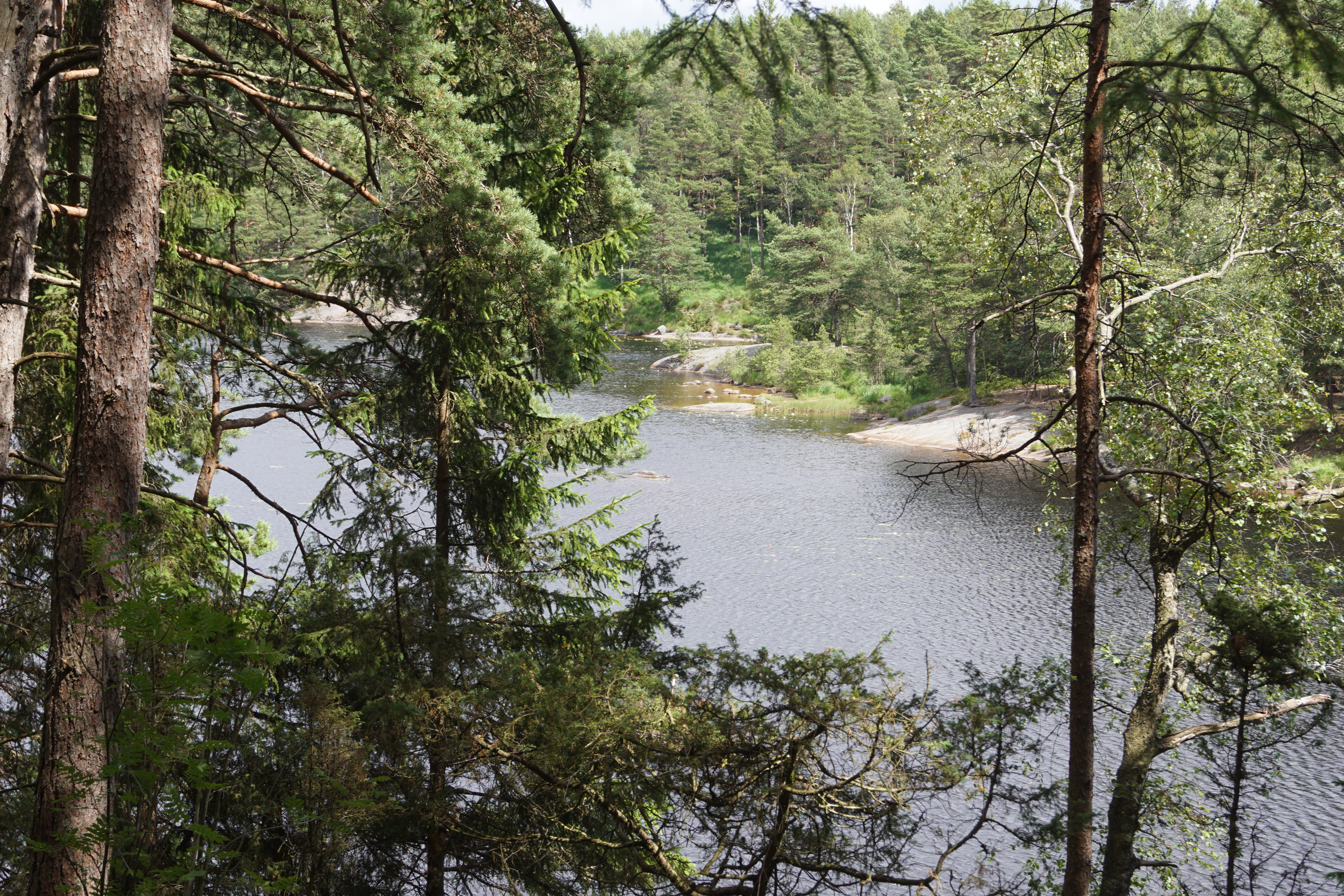
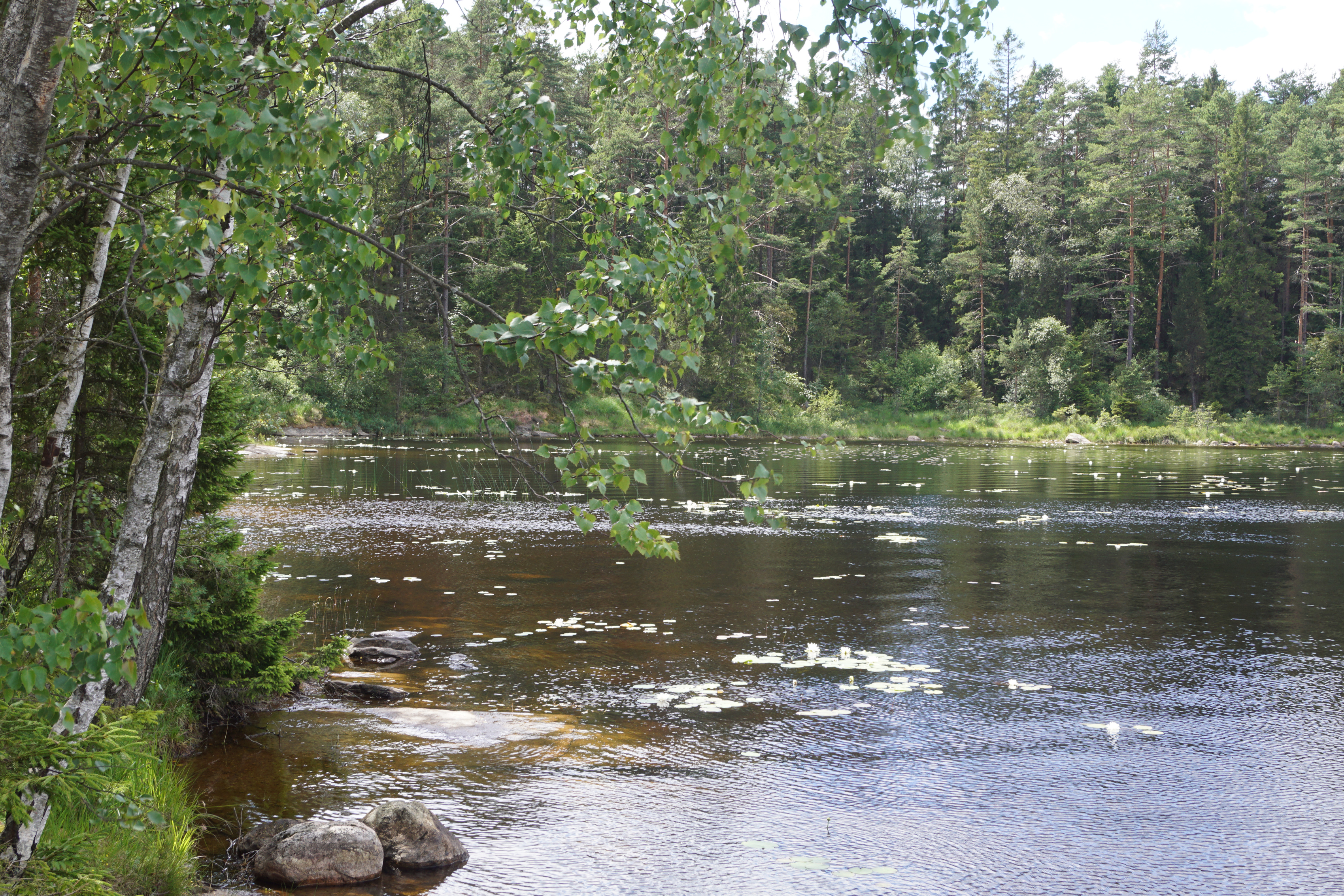
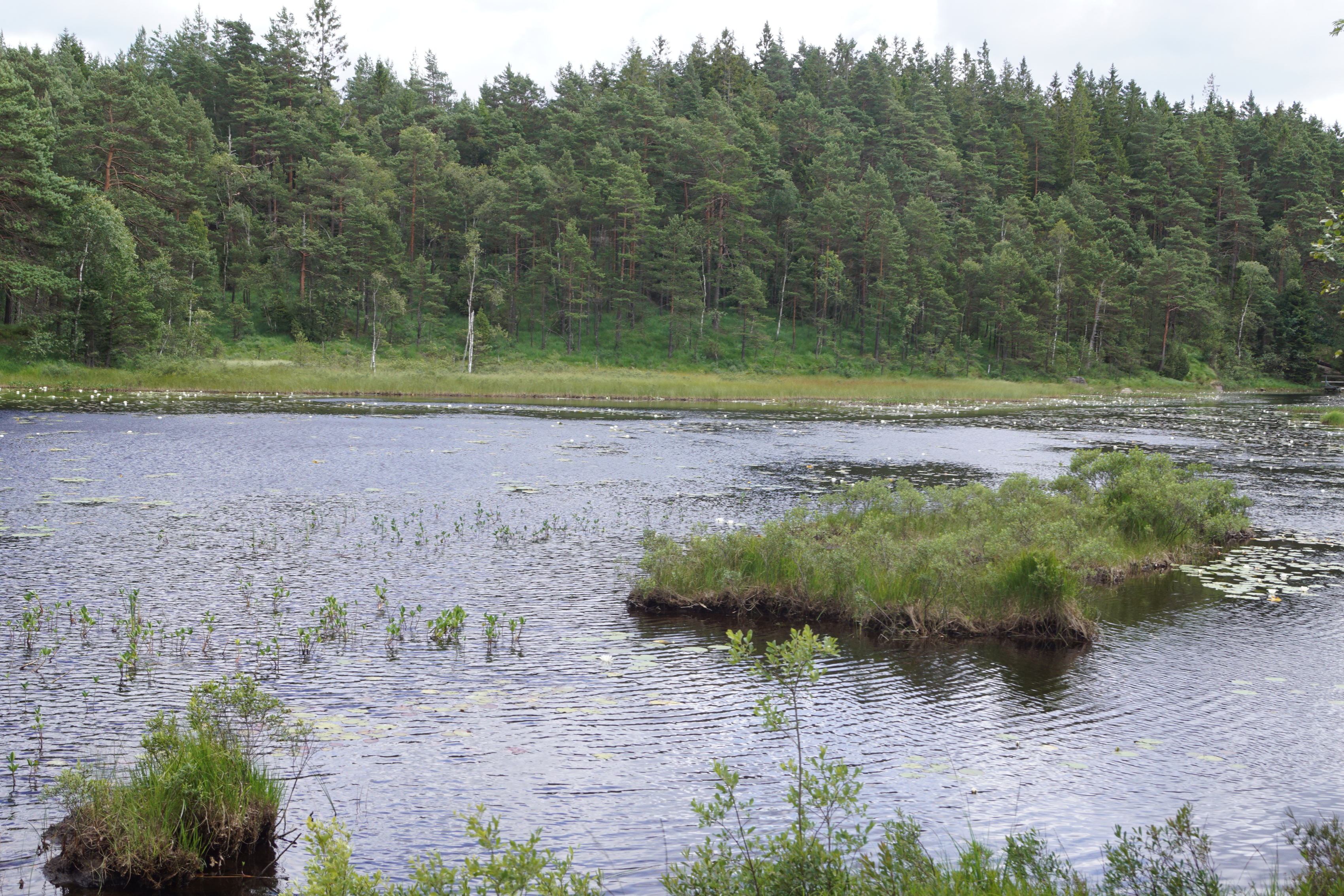

Stora Kroksjön ingår i det delavrinningsområde (642927-129037) som SMHI kallar för Ovan Röbackaån. Medelhöjden är 108 meter över havet och ytan är 26,47 kvadratkilometer. Det finns ett avrinningsområde uppströms, och räknas det in blir den ackumulerade arean 33,66 kvadratkilometer. Forsån / Grönån som avvattnar avrinningsområdet har biflödesordning 2, vilket innebär att vattnet flödar genom totalt 2 vattendrag innan det når havet efter 49 kilometer. Avrinningsområdet består mestadels av skog (64 %) och sankmarker (17 %). Avrinningsområdet har 0,69 kvadratkilometer vattenytor vilket ger det en sjöprocent på 2,6 %.